# Marsi (Germaanse stam)

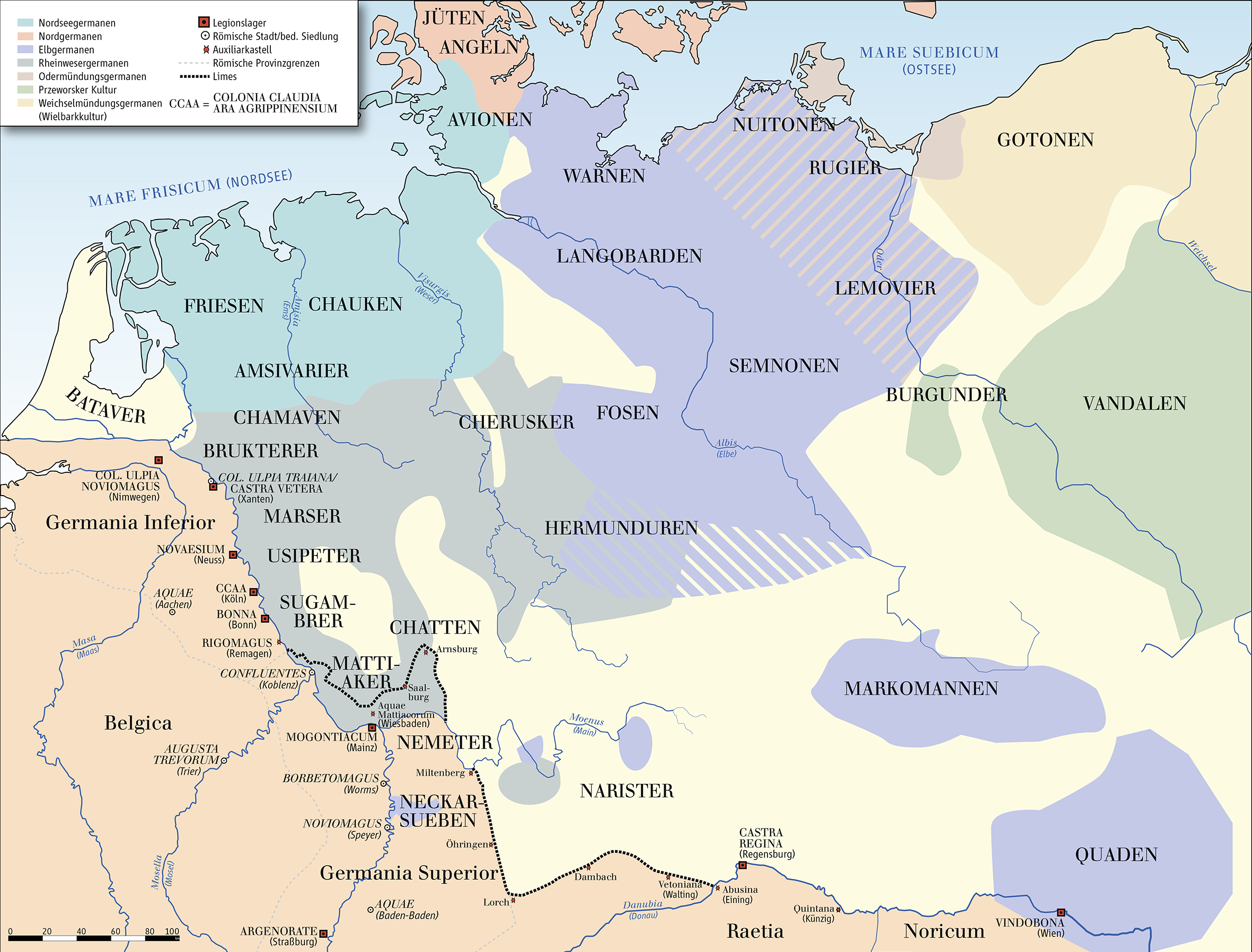
Verspreiding van de Germaanse stammen rond 50 n.Chr.

De Marsi (Duits: Marser) waren een kleine Germaanse stam, waarvan het stamgebied in de 1e eeuw na Christus tussen de rivieren de Rijn, de Ruhr en de Lippe in het westen van het huidige Duitsland, pal ten noorden van het huidige Roergebied lag.
Tacitus noemt de Marsi herhaaldelijk met name in het kader van de oorlogen van Germanicus. De Marsi hadden deel uitgemaakt van de tribale coalitie onder leiding van de Cheruskische oorlogsleider Arminius, die in de Slag bij het Teutoburger Woud in het jaar 9 n.Chr. drie Romeinse legioenen onder leiding van Varus had vernietigd. Germanicus, die op wraak voor deze nederlaag uit was, trok het stamgebied van de Marsi in 14 n.Chr. binnen in gezelschap van 12.000 legionairs, 26 cohorten hulptroepen en 8 cavalerie-eenheden. Door de viering van het feest van hun godin Tanfana was een deel van de Marsi te dronken geworden om effectief op deze verrassingsaanval te reageren. Zij werden afgeslacht. Volgens Tacitus (Annales 1, 51) werd een oppervlakte ter grootte van 50 Romeinse mijlen door middel van het vuur en het zwaard van alle menselijke aanwezigheid ontdaan. "Man noch vrouw, oud noch jong, niemand vond medelijden". Tijdens deze actie werd een van de legioensadelaars, die bij de nederlaag van Varus verloren waren gegaan, teruggevonden. Het betrof hier de adelaar van ofwel het XVII (17e) of het XVIII (18e) legioen.
Woedend door dit en andere soortgelijke bloedbaden (bijvoorbeeld in het voorjaar van 15 onder de Chatten), legden de Germaanse stammen hun onderliggende geschillen tijdelijk bij. Zij verenigden zich in een poging om de Romeinse indringers terug te slaan. Na twee jaar van substantiële oorlogvoering staakte het Romeinse Rijk uiteindelijk haar inspanningen om haar grenzen in oostelijke richting te verleggen naar de rivier de Weser. Het Romeinse leger trok zich weer achter de Rijn terug.
Verschillende hedendaagse plaatsnamen herinneren vandaag de dag nog aan de oude Marsi. Voorbeelden zijn Marsberg en Obermarsberg in het oostelijk deel van de huidige Duitse deelstaat Noordrijn-Westfalen en Volkmarsen in het noorden van de deelstaat Hessen.

## Voetnoten
Alemannen · Ambivarieten · Ambronen · Ampsivaren · Angelen · Angrivariërs · Asdingen · Baemi · Bajuwaren · Bastarnen · Bataven · Bourgondiërs · Bructeren · Cananefaten · Chamaven · Chasuarii · Chatten · Chattuarii · Chauken · Cherusken · Cimbren · Cugerni · Dulgubnii · Fosi · Franken · Frisii · Gepiden · Goten · Harii · Helisiërs · Hermunduren · Herulen · Juten · Lakringen · Lemoviërs · Longobarden · Lugiërs · Manimiërs · Marcomannen · Marobudui · Marsi · Mattiakken · Naharvalen · Nemeten · Nerviërs · Ostrogoten · Quaden · Rugiërs · Saksen · Semnonen · Silingen · Sitones · Skiren · Sueben · Sugambren · Suiones · Tencteren · Teutonen · Toxandriërs · Triboken · Tubanten · Tudri · Tungri · Ubiërs · Usipeten · Vandalen · Vangionen · Visigoten · Volcae · Warnen
Germani cisrhenani:
Caerosi · Condrusi · Eburonen · Paemani · Segni
Stamverenigingen:
Herminones · Ingvaeones · Istvaeones